# Frédéric Vitoux
Frédéric Vitoux, född 19 augusti 1944 i Vitry-aux-Loges, Loiret, är en fransk författare. Han har skrivit romaner, biografier, litteraturkritik och filmkritik. Han blev antagen till filmskolan IDHEC men valde istället att studera litteratur vid Paris universitet och disputerade 1968 på en avhandling om Louis-Ferdinand Céline. Han har skrivit flera ytterligare böcker som rör Céline, däribland Bébert, le chat de Louis-Ferdinand Céline (1976), om författarens katt, och biografin La Vie de Céline (1988). Som skönlitterär författare har han bland annat tilldelats Grand Prix du roman de l'Académie française 1994 för romanen La Comédie de Terracina. Han valdes in i Franska akademien 2001 och efterträdde Jacques Laurent på stol 15.

## Utgivet
- 1973: Louis-Ferdinand Céline, misère et parole (Gallimard)
- 1973: Cartes postales (Gallimard)
- 1976: Les cercles de l’orage (Grasset)
- 1976: Bébert, le chat de Louis-Ferdinand Céline (Grasset)
- 1978: Yedda jusqu’à la fin (Grasset)
- 1978: Céline (Belfond)
- 1979: Un amour de chat (Balland)
- 1981: Mes îles Saint-Louis (Le Chêne)
- 1982: Gioacchino Rossini (Le Seuil)
- 1983: Fin de saison au Palazzo Pedrotti (Le Seuil)
- 1985: La Nartelle (Le Seuil)
- 1986: Il me semble désormais que Roger est en Italie (Actes-Sud)
- 1987: Riviera (Le Seuil)
- 1988: La vie de Céline (Grasset)
- 1990: Sérénissime (Le Seuil)
- 1990: L'art de vivre à Venise (Flammarion)
- 1992: Charles et Camille (Le Seuil)
- 1993: Paris vu du Louvre (A. Biro)
- 1994: La Comédie de Terracina (Le Seuil)
- 1996: Deux femmes (Le Seuil)
- 1998: Esther et le diplomate (Le Seuil)
- 2000: L'ami de mon père (Le Seuil)
- 2001: Le Var pluriel et singulier (Équinoxe)
- 2003: Des dahlias rouge et mauve (Le Seuil)
- 2004: Villa Sémiramis (Le Seuil)
- 2005: Le roman de Figaro (Fayard)
- 2006: Un film avec elle (Fayard)
- 2008: Clarisse (Fayard)
- 2008: Dictionnaire amoureux des chats (Fayard)
- 2009: Céline, un homme en colère (Écriture)
- 2010: Grand Hôtel Nelson (Fayard)
- 2011: Bernard Frank est un chat (Léo Scheer)
- 2012: Jours inquiets dans l’île Saint-Louis (Fayard)
- 2012: Madame Céline, route des Gardes (Pierre-Guillaume de Roux)
- 2013: Voir Manet (Fayard)
- 2014: Les Désengagés (Fayard)
- 2016: Au Rendez-vous des Mariniers (Fayard)